# Ashland (entreprise)
Pour les articles homonymes, voir Ashland.
Ashland est une entreprise chimique américaine basée à Covington dans le Kentucky aux États-Unis.

## Histoire
En février 2014, Ashland vend son activité de traitement de l'eau pour 1,8 milliard de dollars à un fonds d'investissement.
En novembre 2018, Ashland Global annonce la vente de ses activités centrées autour des matériaux composites à Ineos.
En août 2021, Arkema annonce l'acquisition de l'activité d'adhésif d'Ashland pour 1,65 milliard de dollars.